# Списък на политическите партии в Гвиана
Гвиана има двупартийна система с няколко по-малки партии. Двете водещи партии имат ясно изразен етнически характер и са свързани с двете основни общности в страната - на индогвианците и афрогвианците. Формата на управление е полупрезидентска република, като президент става кандидатът на партията, спечелила най-много гласове на парламентарните избори.
| Партия | Места в парламента | Идеология               |
| --- | ------------------ | ----------------------- |
| Народна прогресивна партия | 32                 | Ляв национализъм        |
| Партньорство за национално единство - Народен национален конгрес - Гвианска партия на действието - Работнически народен алианс | 26                 | Демократичен социализъм |
| Алианс за промяна | 7                  |                         |